# Punta Bagna
Punta Bagnà (en italiano) o Cime du Grand Vallon (en francés) es una montaña de Saboya, Francia y de la provincia de Turín, Italia. Se encuentra en la cordillera de los Alpes cocios. Tiene una elevación de 3.129 metros sobre el nivel del mar.

## Etimología

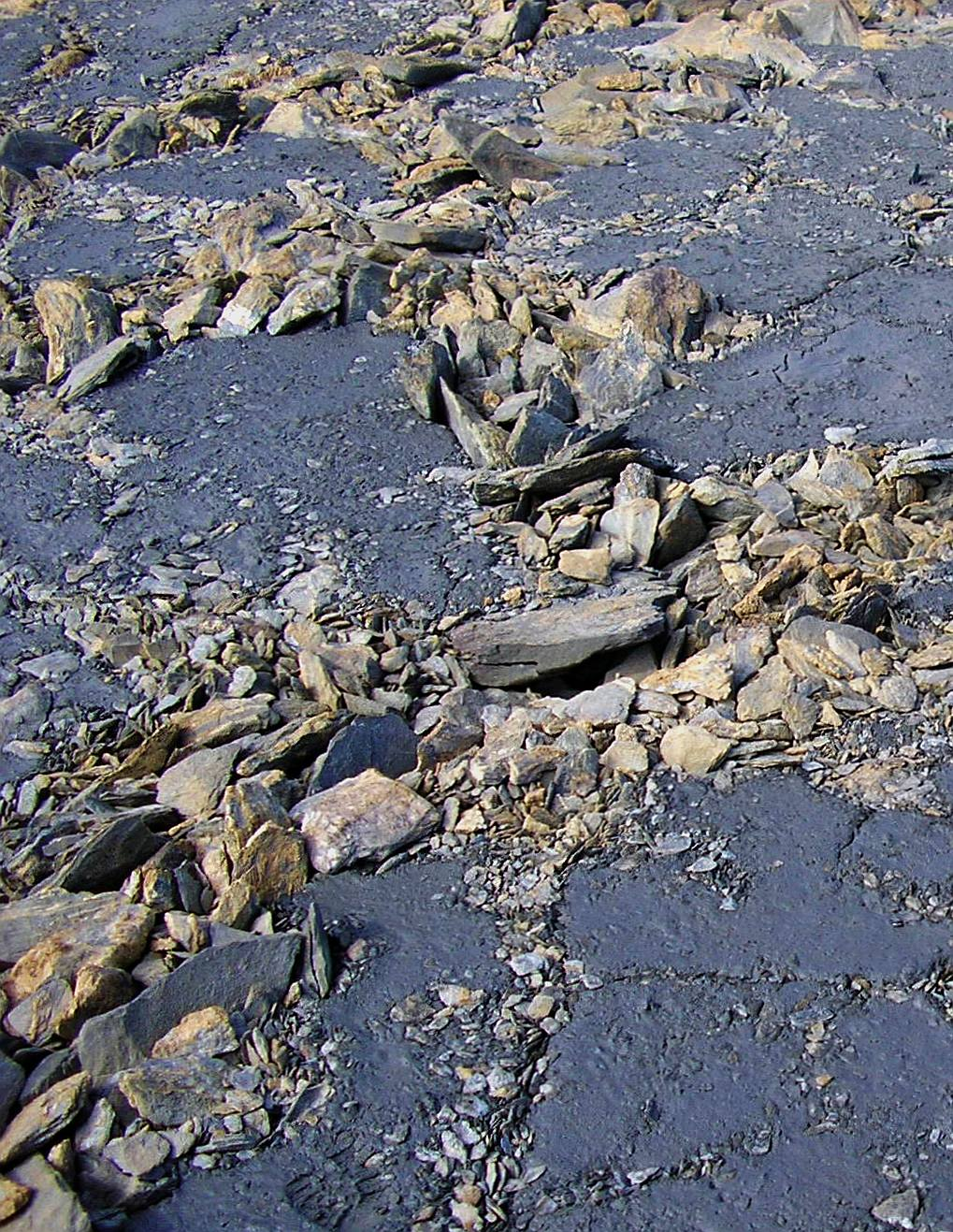
Tierra negruzca cerca de la cumbre.

El nombre utilizado en los mapas italianos proviene del piamontés "Bagnà" ("húmedo"), que debe derivar de la apariencia del terreno fino negruzco cerca de la cumbre. El nombre francés proviene del "Grand Vallon", un valle secundario que parte de la montaña y va hacia el norte, hacia Charmaix y Modane.

## Geografía
En la subdivisión francesa de los Alpes occidentales, pertenece al Macizo del Mont-Cenis, mientras que en la SOIUSA (Subdivisión Montañosa Estandarizada Internacional de los Alpes) es parte del grupo de montaña llamado "gruppo della Pierre Menue" (italiano) o "grupo de l'Aiguille de Scolette "(francés).
Administrativamente, la montaña se divide entre la comuna italiana de Bardonecchia (cara sur) y las comunas francesas de Modane (cara noroeste) y Avrieux (cara noreste).

## Acceso a la cumbre
La ruta más fácil para la cima comienza desde col du Fréjus, que conecta Modane y Bardonecchia, luego pasa por la cima del Fréjus y sigue la cresta suroccidental de la montaña.

## Mapas
- Cartografía oficial italiana (Istituto Geografico Militare - IGM); versión en línea: www.pcn.minambiente.it
- Cartografía  oficial francesa (Institut Géographique Nacional - IGN); versión en línea:  www.geoportail.fr
- Istituto Geografico Centrale - Carta dei sentieri e dei rifugi scala 1:50.000 n. 1 Valli di Susa Chisone e Germanasca e 1:25.000 n. 104 Bardonecchia Monte Thabor Sauze d'Oulx